# Monster (série de livros)
Monster Island, Monster Nation e Monster Planet são obras literárias do gênero ficção de terror embasadas no tema apocalipse zumbi escritas por David Wellington. A série, que até o momento constitui uma trilogia mas tem projetos de continuações, foi designada por Wellington para o formato e-book (formato usado nas três obras), apesar de "Island" e "Nation" já terem ganhado formato impresso. Monster Island foi lançado em e-book em agosto de 2004 e impresso posteriormente em 2006. Em 2005, Monster Nation e Monster Planet foram lançados em formato digital, e pouco depois, "Nation" ganhou formato em livro de bolso.
As três obras falam diretamente de um apocalipse de zumbis. Monster Island traz uma história que foca em uma única ilha, onde uma terrível infecção zumbi causou uma grande infestação. Sua sequência, Monster Nation (lançado como uma prequela de Monster Island) retrata uma situação ocorrida anterior aos fatos do primeiro livro, onde uma prisão do estado do Colorado passa por uma infecção zumbi que ameaça ultrapassar suas muralhas e contaminar o país dos Estados Unidos. Por fim, em Monster Planet, os mortos-vivos desencadearam o apocalipse zumbi mundial, colocando a humanidade contra a parede e forçando uma sangrenta guerra. 